# Naučná stezka Súľovské skály
Naučná stezka Súľovské skály, slovensky Náučný chodník Súľovské skály, je okružní naučná stezka v Súľovských skálách na území obce Súľov-Hradná v okrese Bytča na Slovensku. Geograficky se také nachází v národní přírodní rezervaci Súľovské skály a Chráněné krajinné oblasti Strážovské vrchy v pohoří Súľovské vrchy v Žilinském kraji.

## Historie a popis stezky
Naučná stezka Súľovské skály vznikla v roce 1975, má délku 3,8 km s převýšením cca 300 m a je nejoblíbenější turistickou trasou v Súľovských vrších. Stezka střední náročnosti vede převážně slepencovým skalním městem a lesem a loukami. Trasa vede např. ve směru Súľov parkoviště, Gotická brána, Súľovský hrad (zničený zemětřesením na počátku 2. poloviny 18. století), Louka pod hradem, Louka u Kamenného hřibu, vesnice Súľov a zpátky na Súľov parkoviště. Stezka je zaměřena na místní flóru, faunu, geologii a historii a má 18 zastavení s informačními panely:

### Názvy informačních panelů
|     | Název informačního panelu (slovensky)       |
| --- | ------------------------------------------- |
| 0.  | Vitajte na náučnom chodníku Súľovské skaly… |
| 1.  | Súľovský zlepenec                           |
| 2.  | Kvety skál                                  |
| 3.  | Bukové lesy                                 |
| 4.  | Gotická brána                               |
| 5.  | Reliktné boriny                             |
| 6.  | Skalné hniezdiče                            |
| 7.  | Výr skalný                                  |
| 8.  | Súľovský hrad                               |
| 9.  | Flóra tônistých zákutí                      |
| 10. | Inverzia reliéfu                            |
| 11. | Na návšteve                                 |
| 12. | Vtáctvo                                     |
| 13. | Cicavce                                     |
| 14. | Vstavače                                    |
| 15. | Bezstavovce                                 |
| 16. | Sova sovička                                |
| 17. | Fauna horských potokov                      |

## Další informace
Stezka je celoročně volně přístupná a na její trase jsou v obtížných úsecích také žebříky, lana a zábradlí. V zimě nebo po dešti může být povrch stezky v některých úsecích kluzký.

## Galerie

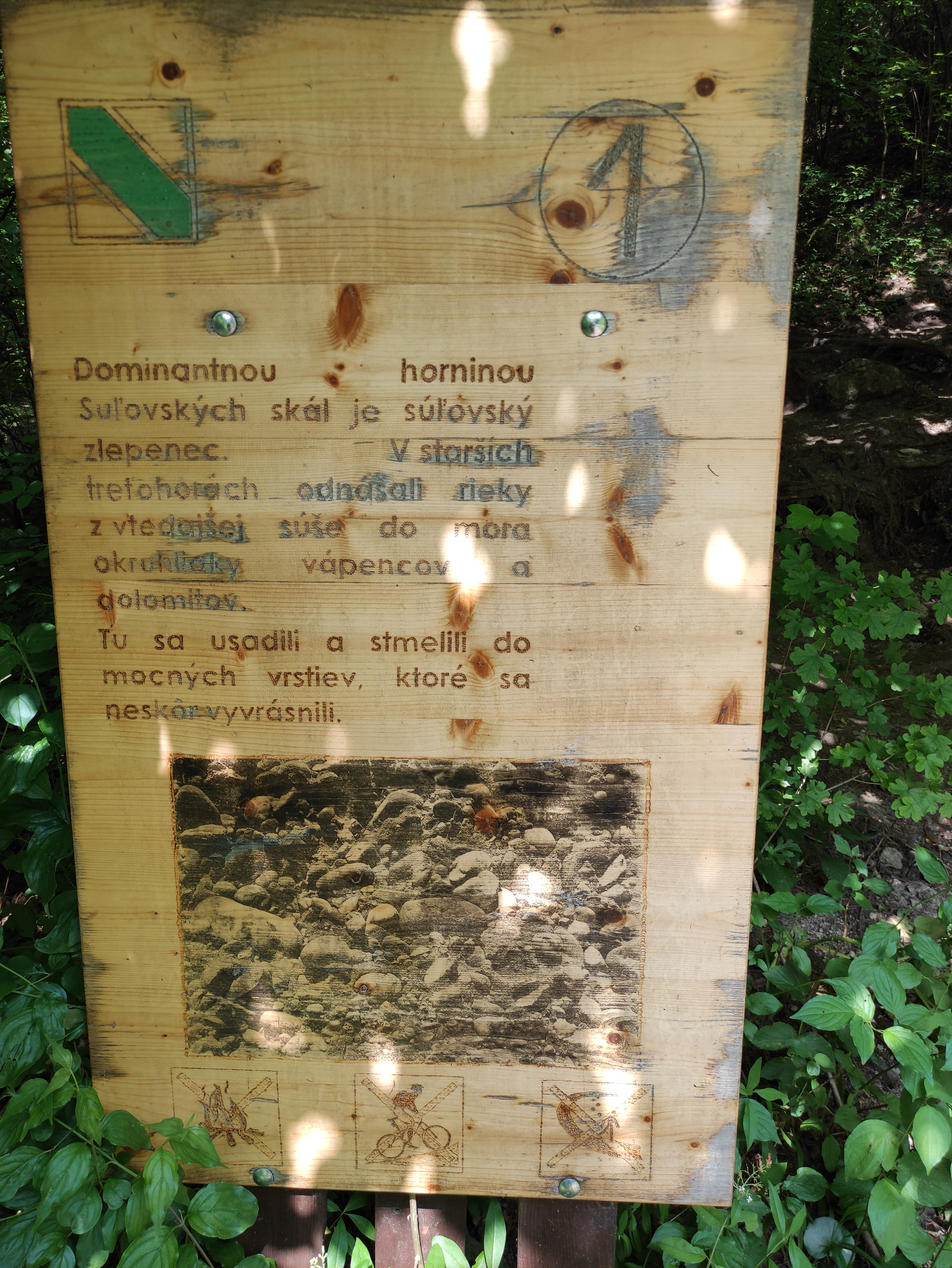
1. zastavení
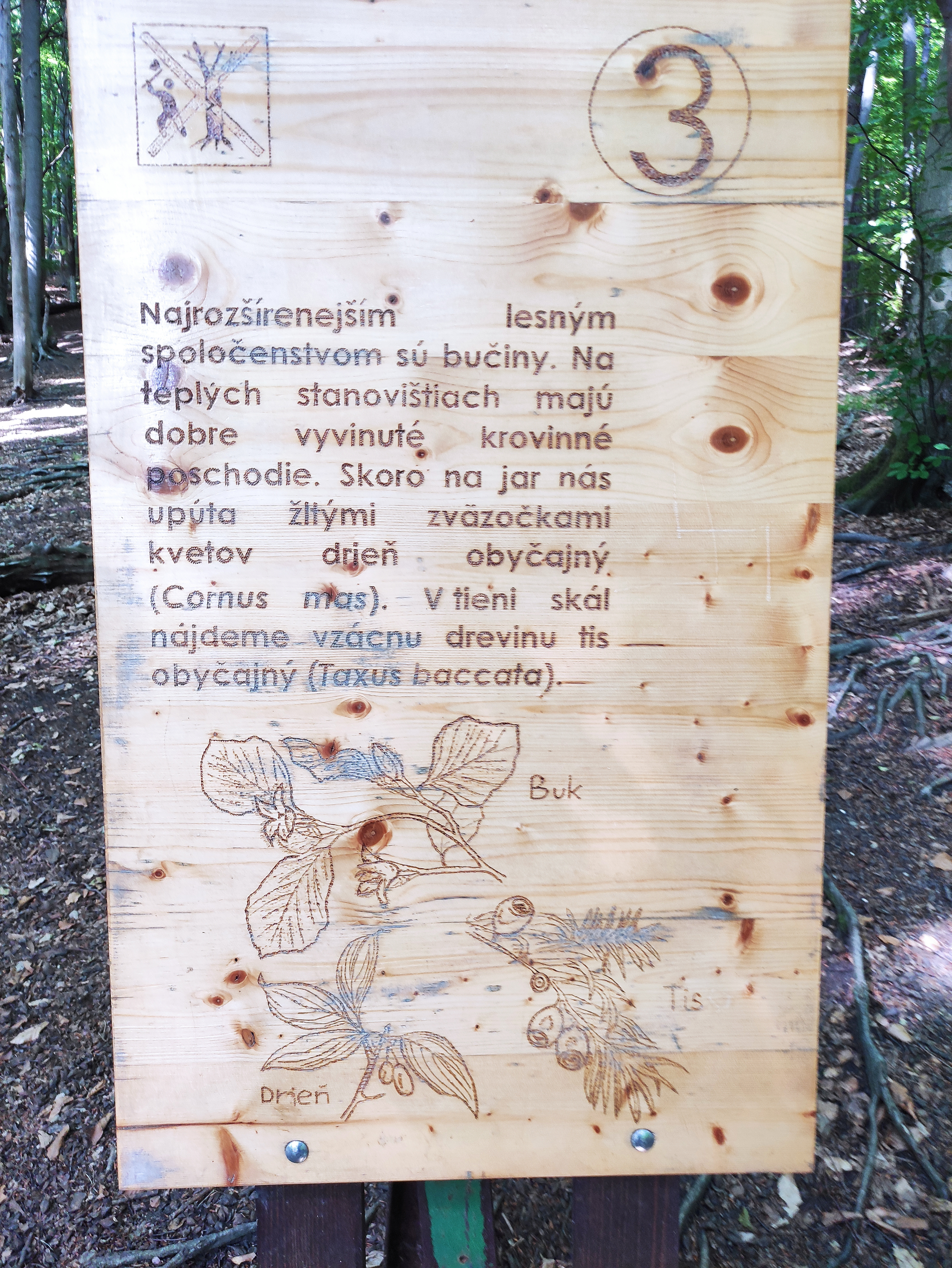
3. zastavení
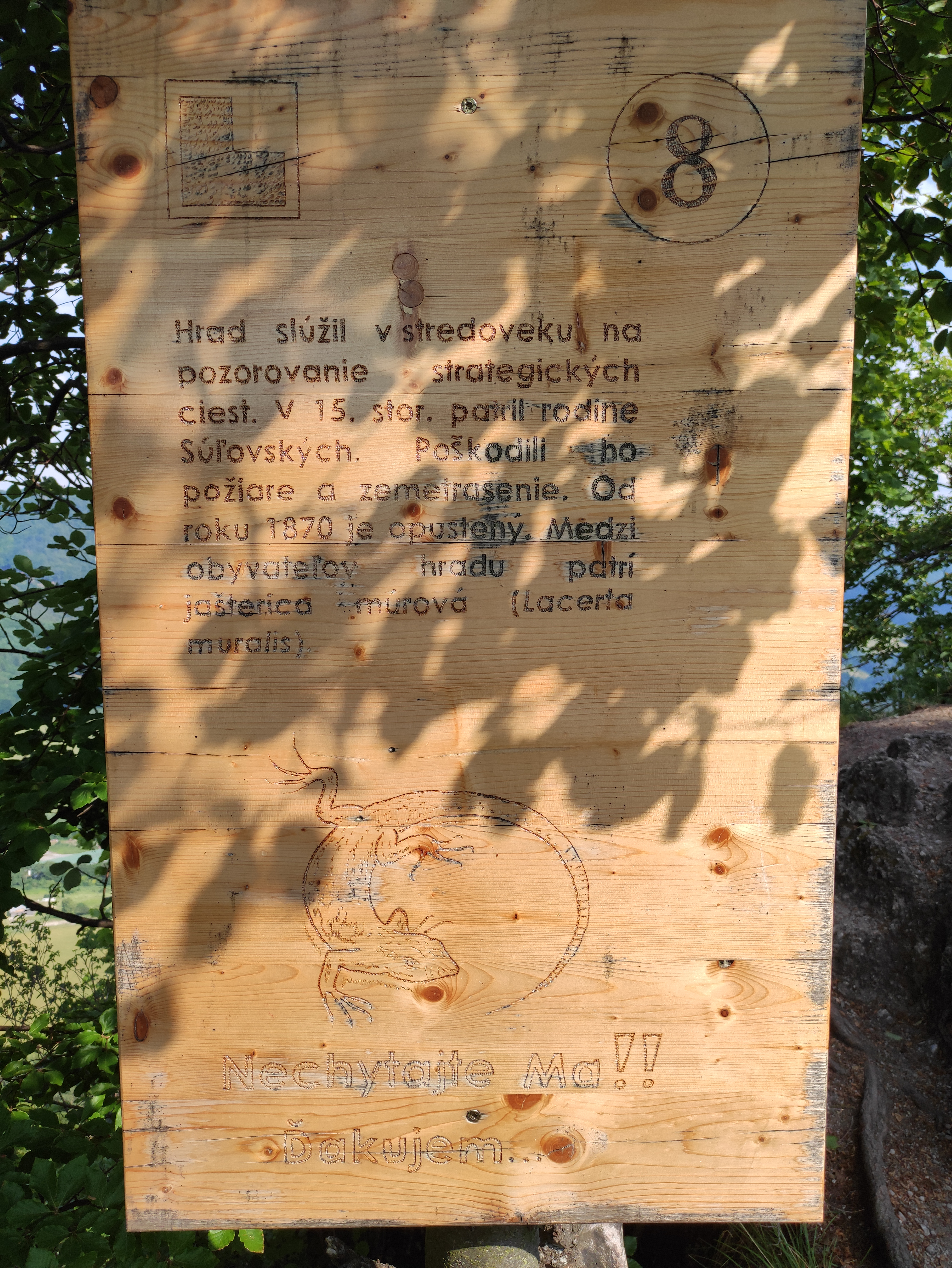
8. zastavení
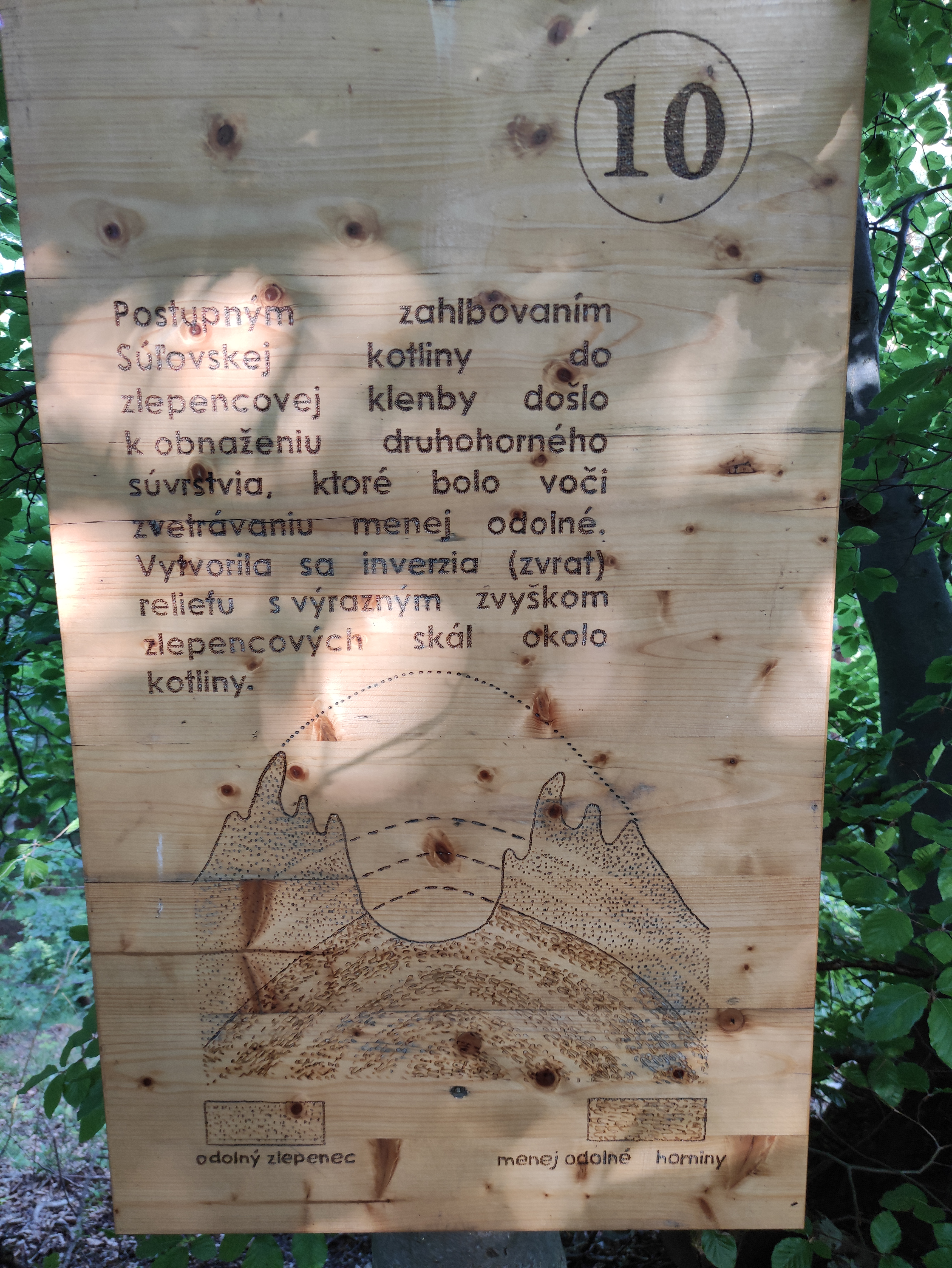
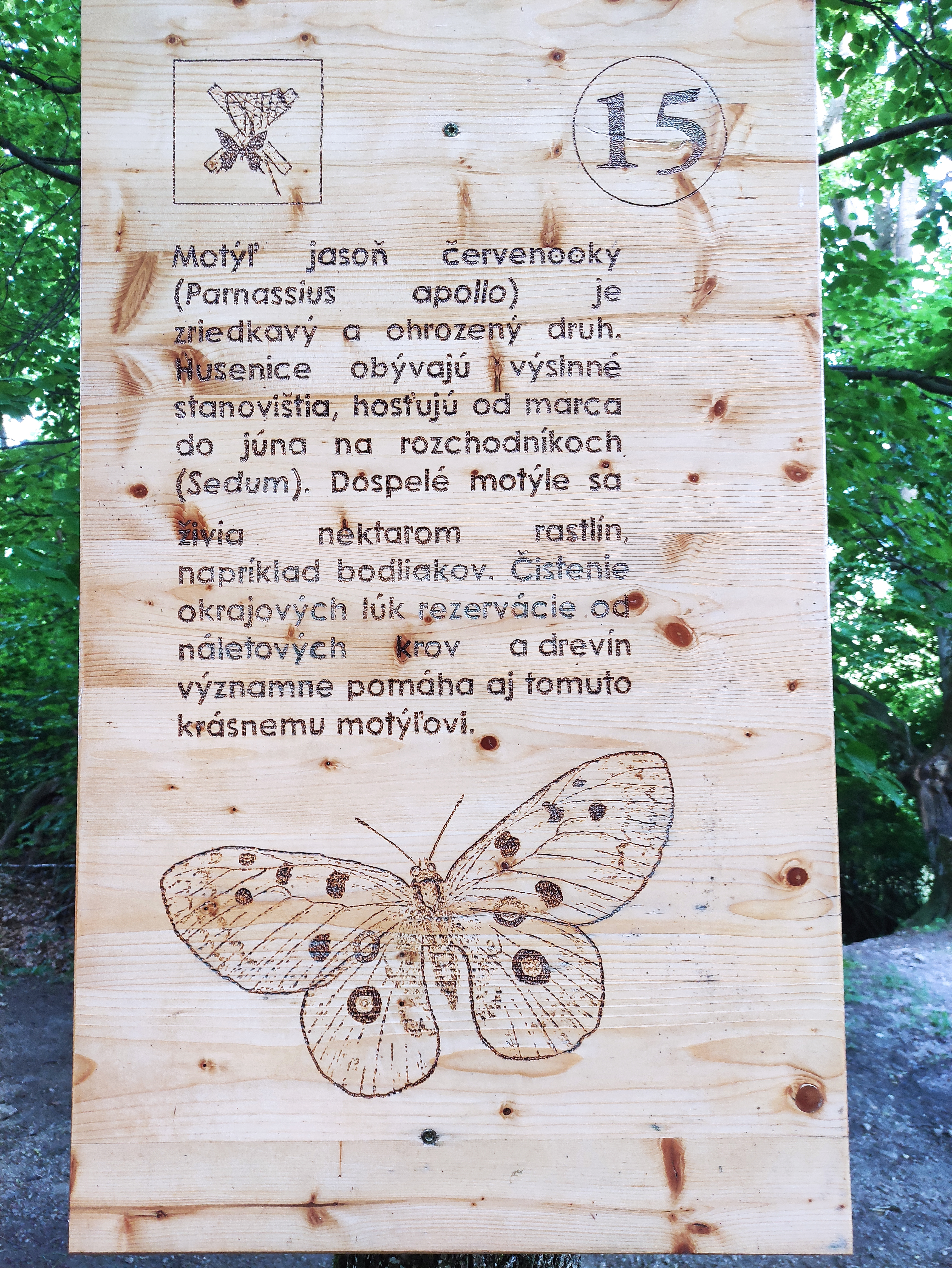
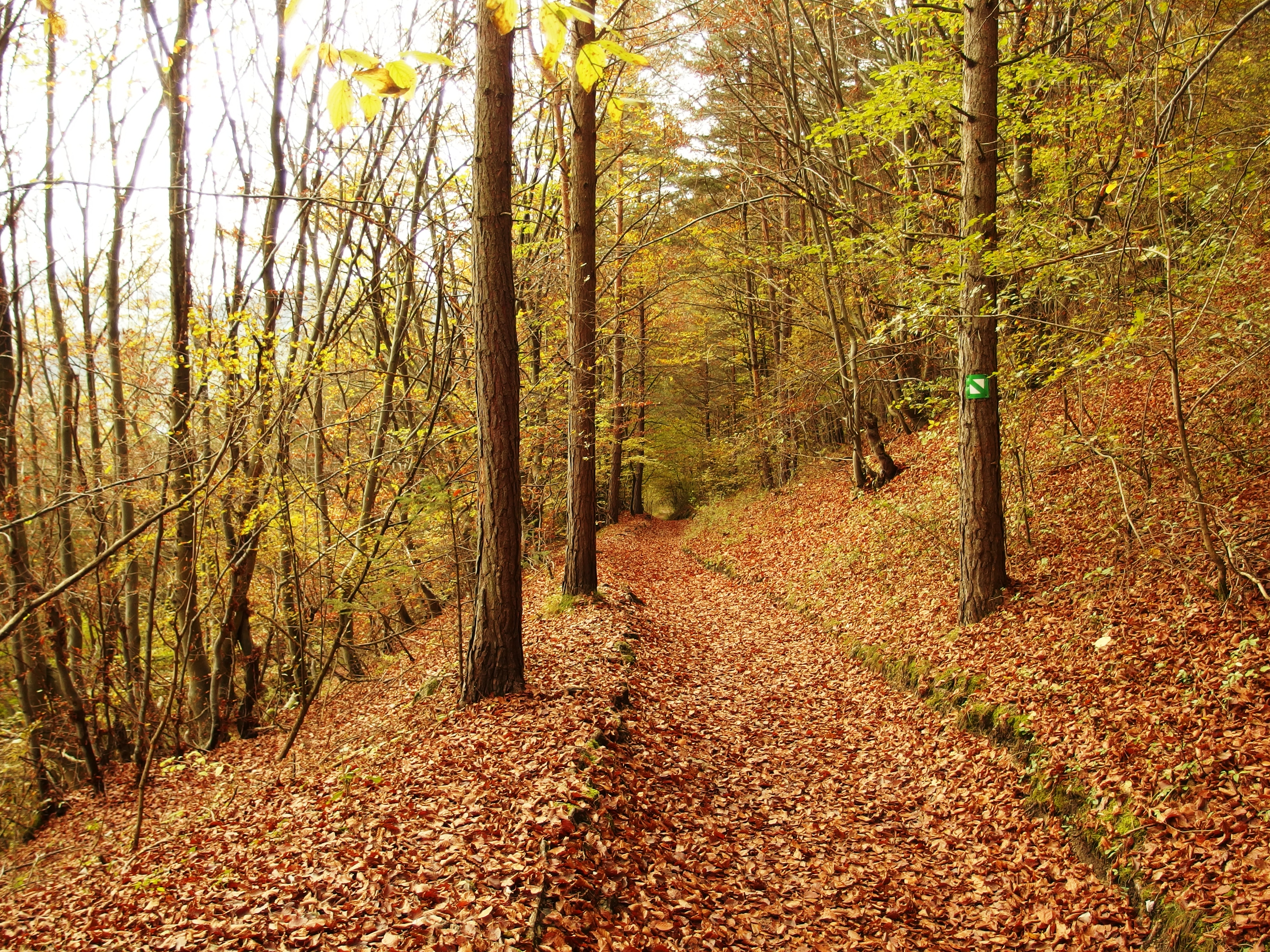
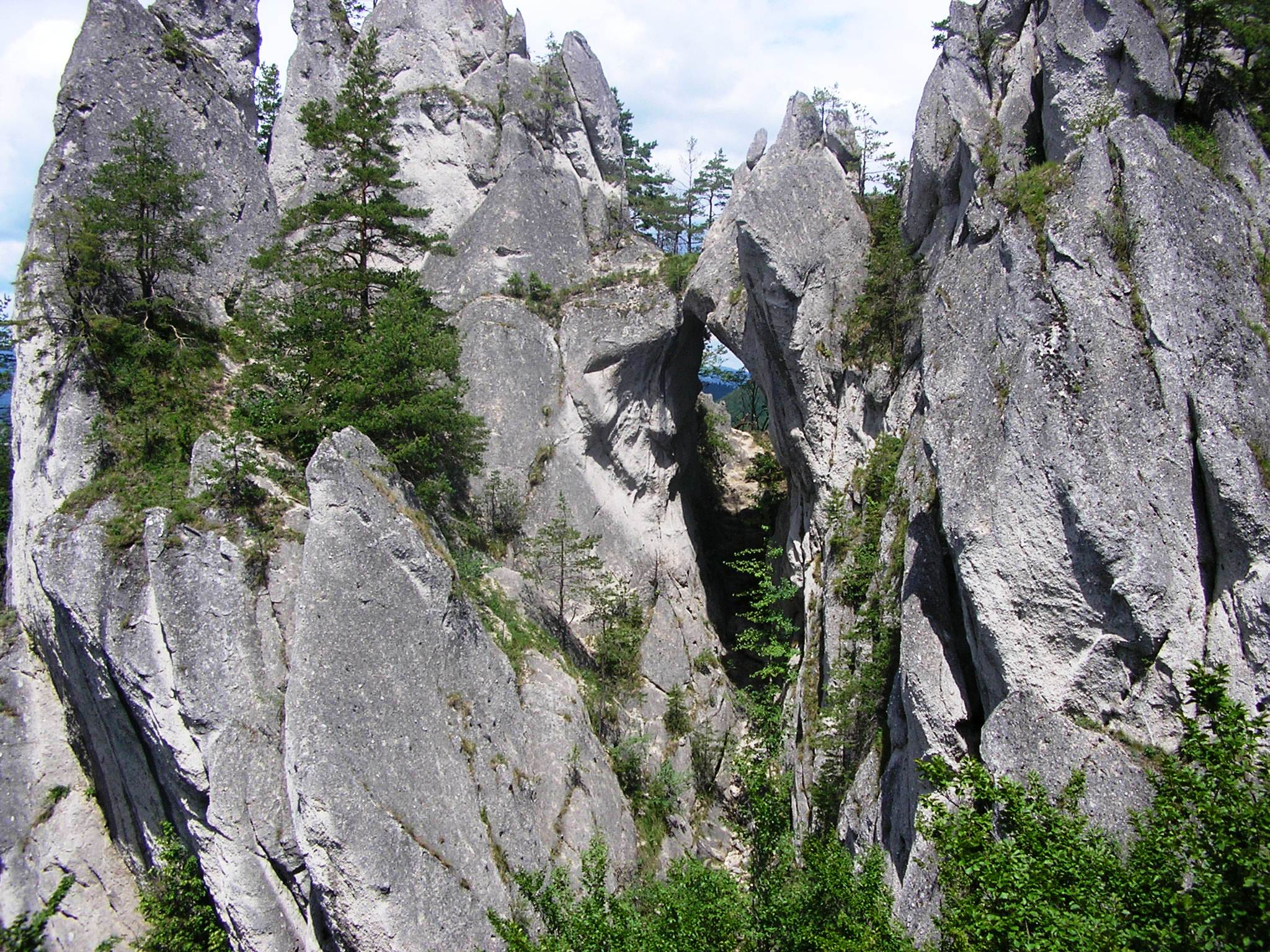